# Jordnöt
Jordnöt (Arachis hypogaea) är en art inom familjen ärtväxter som odlas för sina näringsrika frön. Jordnötens frukter är inte  nötter i botanisk mening, utan baljor med ett eller två frön i varje. Exempelvis innebär inte nötallergi automatiskt jordnötsallergi, eller vice versa.

## Biologi

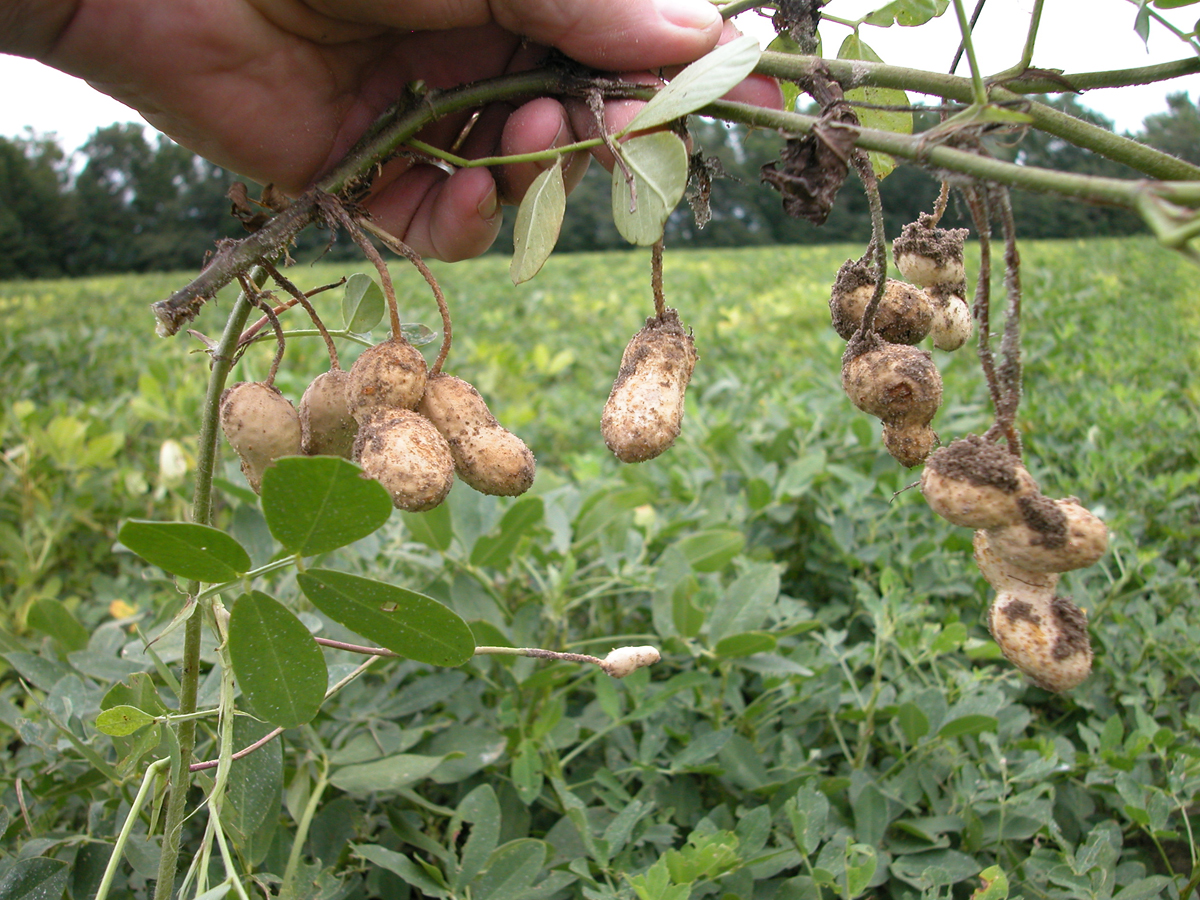
Jordnötsplanta med jordnötter.

Arten härstammar från Sydamerika. Den stammar möjligen från Bolivia eller Brasilien (alternativt Peru), där den först upptäcktes av europeiska forskningsresande. Den förekommer numera inte i vilt tillstånd, men den odlade varianten kan vara resultatet av en korsning för cirka 10 000 år sedan mellan två närbesläktade arter.
Växten är en ettårig ört, upprätt eller vek och blir cirka 30 cm hög. Bladet utgörs av två par småblad (uddblad saknas). Småbladen är omvänt äggrunda till elliptiska, 1–7 cm långa och 0,7–3,2 cm breda, de är kala eller sparsamt håriga, rundade till uddspetsiga. Bladen har stipler som blir 1,5–4 cm långa. Blommorna kommer ensamma i bladvecken på långa skaft. 
Kronan blir 0,7–1,3 cm lång och är gul med röda nerver. Ståndarna är 8–9. Frukten är en balja som blir 2–6 cm lång och 1–1,5 cm bred. Fröna ("nötterna") är nästan äggrunda och 1–2 cm långa. Blommorna pollineras som vanligt, men böjer sig sedan ner mot marken så att frukten växer ner i jorden där den mognar, därav namnet. 
Fröna är näringsrika. De innehåller omkring 50 procent fett, som kan utvinnas och användas som matolja.

## Odling
Jordnöt odlas främst i Asien. Kina och Indien står tillsammans för en majoritet av världsproduktionen, med Nigeria som tredje största producent. Odlingar sker även i andra delar av Afrika, Nordamerika och Sydamerika, medan övriga världen svarar för en procent av världsproduktionen.
Det är fröna/kärnorna från oskalade jordnötter som planteras. Det ska vara varmt och ljust, men inte direkt solljus. Den tål inte låga temperaturer. Jorden bör bestå av mycket kalk och minst 30 procent grov sand och bör aldrig bli helt torr, särskilt inte under blomningen. Själva växten växer snabbt. För att bära frukt ("nötter") behöver blommorna pollineras, därefter växer "nötterna" ut i jorden.

## Som livsmedel

### Näringsvärde
Rostade jordnötter innehåller omkring 600 kcal per 100 gram. De är proteinrika med omkring 27 viktprocent protein. De är även rika på fett med omkring 7 procent mättat fett, omkring 25 procent enkelomättat och omkring 16 procent fleromättat fett. Dessutom innehåller jordnötter många vitaminer och mineraler, bland annat niacin, även kallat vitamin B3. GI-värdet är lågt.

### Allergier
Jordnötter är en vanlig orsak till födoämnesallergiska reaktioner. Människor med födoämnesallergi mot jordnötter får ofta väldigt stark allergisk reaktion; vissa får till och med så kallad hyperallergi. En hyperallergisk person kan vid obehandlat allergianfall dö av så lite som intag av en fjärdedels jordnöt, se anafylaxi. På grund av jordnötens starka allergen kan personer med jordnötsallergi även få problem av minimala mängder.
Många flygbolag har av denna anledning slutat att servera jordnötter ombord sina flygplan.

### Jordnötter som tilltugg

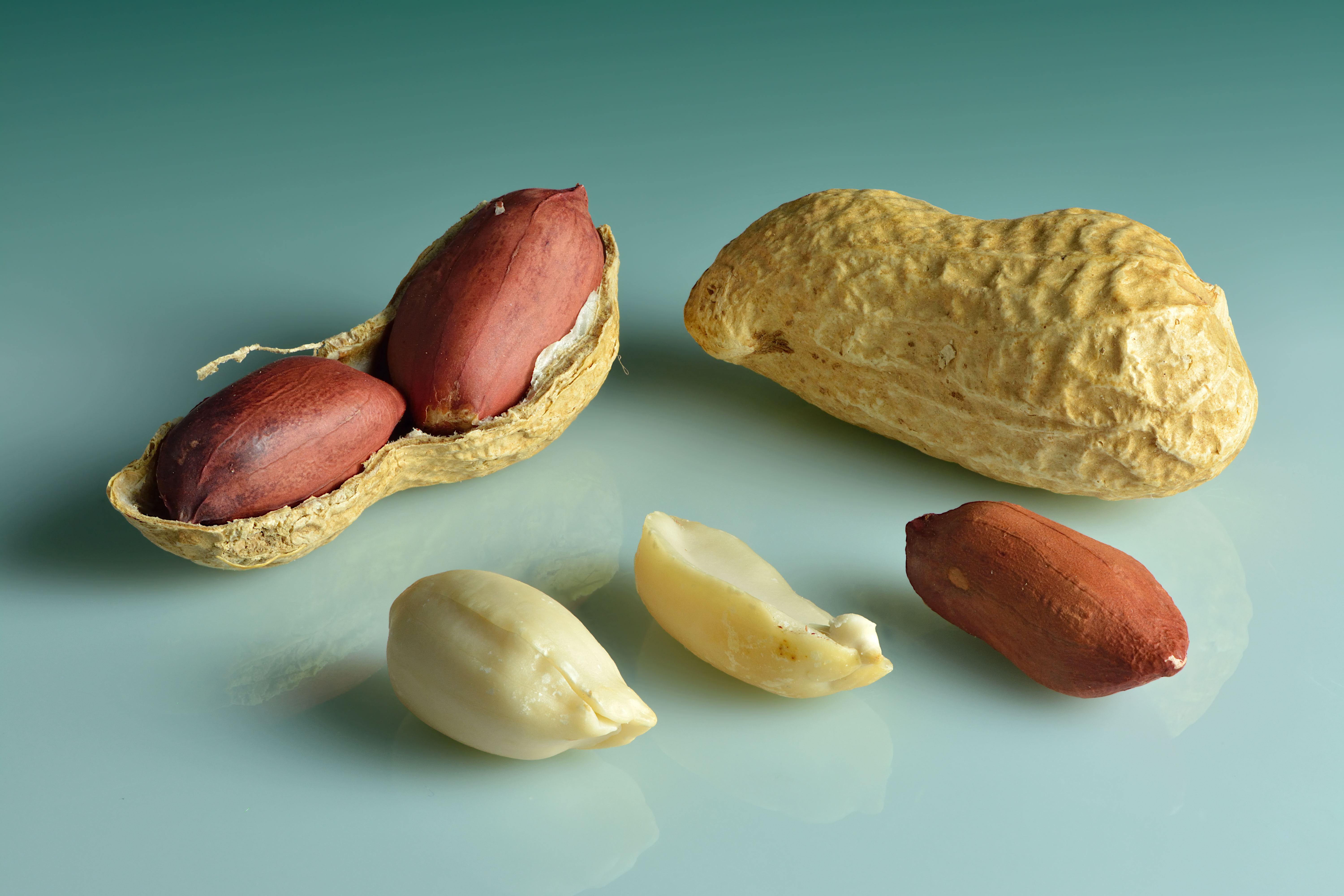
Jordnötter med skal.

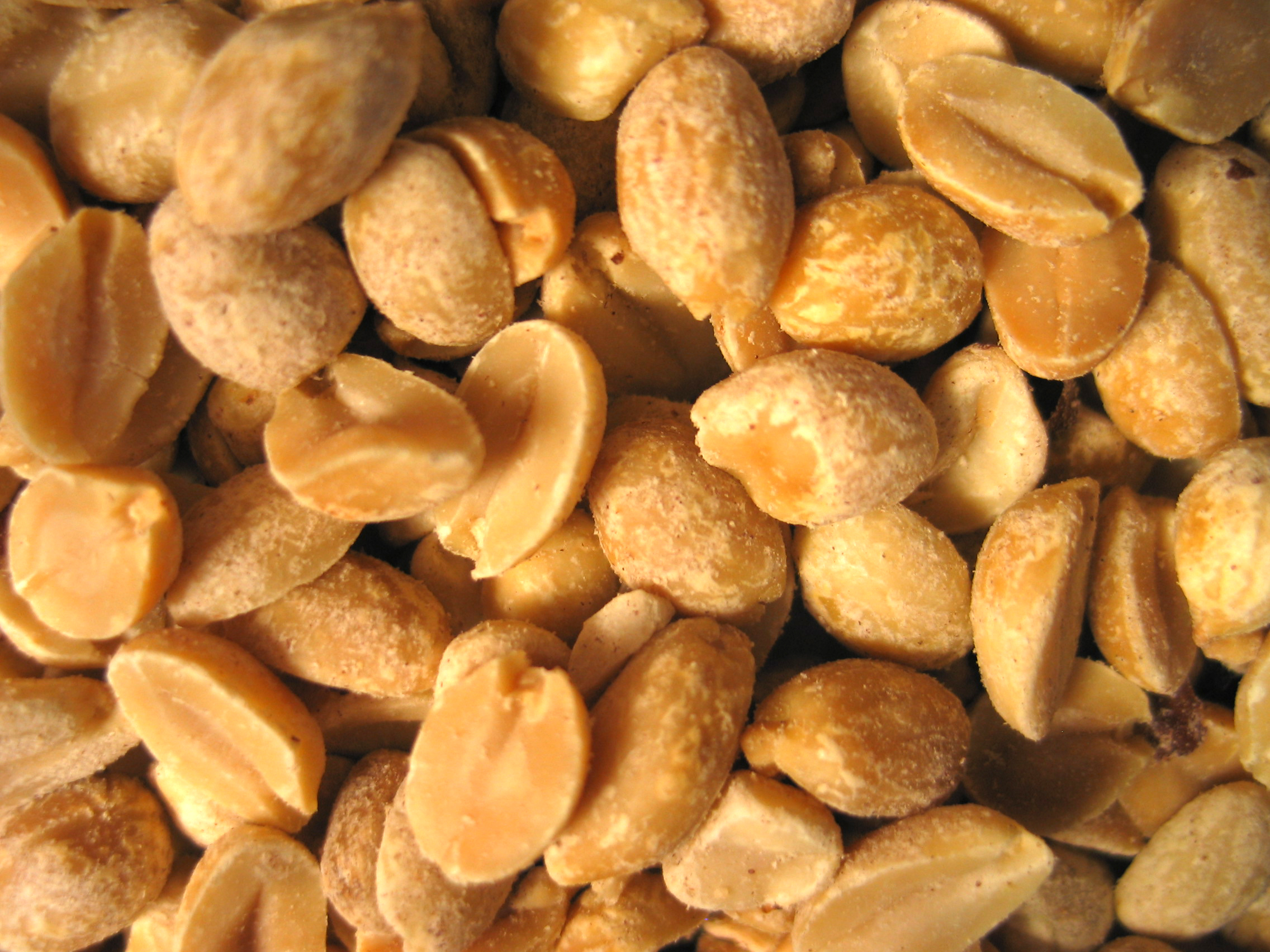
Rostade och saltade jordnötter.

Jordnötter kan rostas och saltas och blir då ett vanligt tilltugg. Jordnötterna har en smörig och något söt nötsmak.
Exempel på andra jordnötstilltugg:
- Chilinötter består av jordnötter som bakas in i en kryddad deg innan de rostas.
- Jordnötsringar och -bågar tillverkas genom att rostade jordnötter mals till jordnötssmör, som sedan formas.
- Nötmix och naturgodis kan bland annat innehålla honungsrostade jordnötter och chilinötter.

## Synonymer
Arachis hypogaea subsp. oleifera A.Chev. 
Arachis nambyquarae Hoehne
Arachnida hypogaea (Linné) Moench
Arachnida quadrifolia Trew

## Bildgalleri

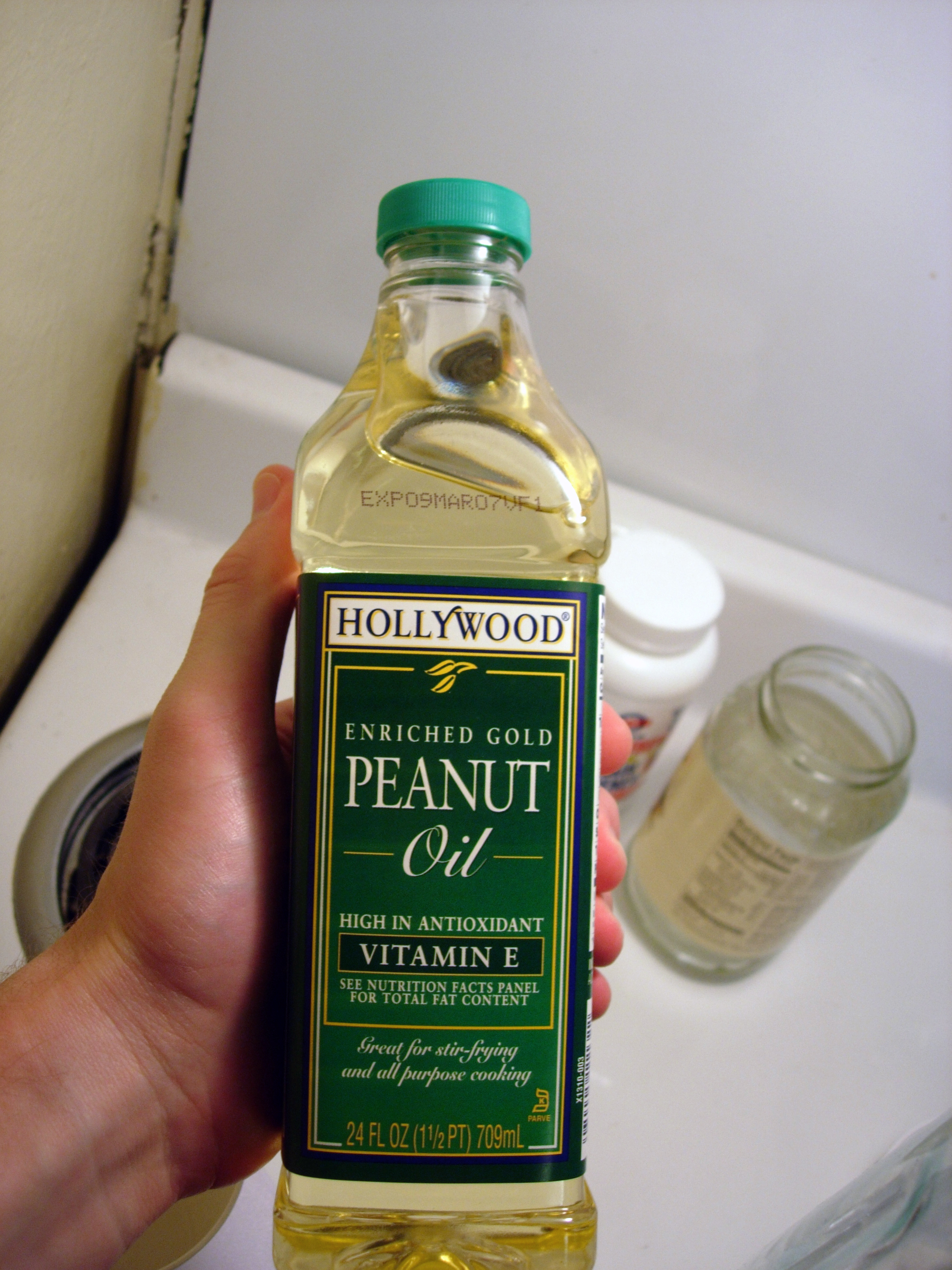
Jordnötsolja
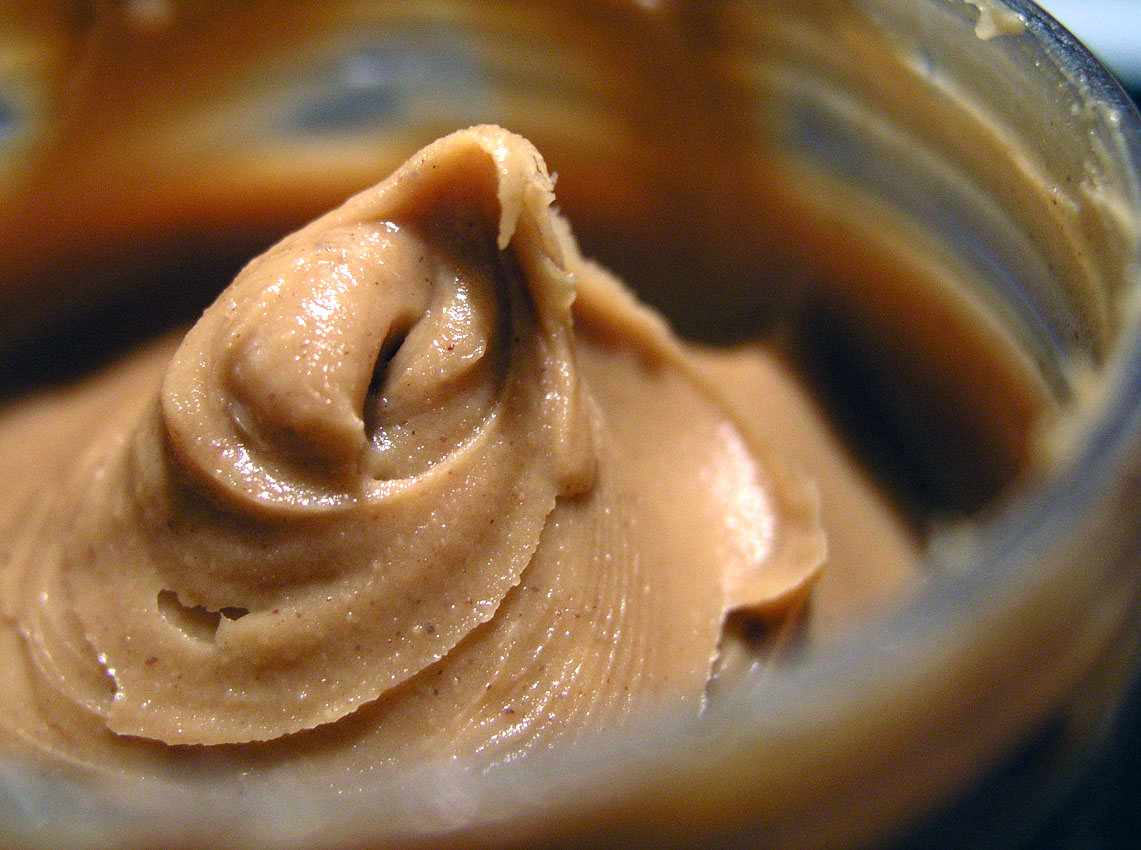
Jordnötssmör
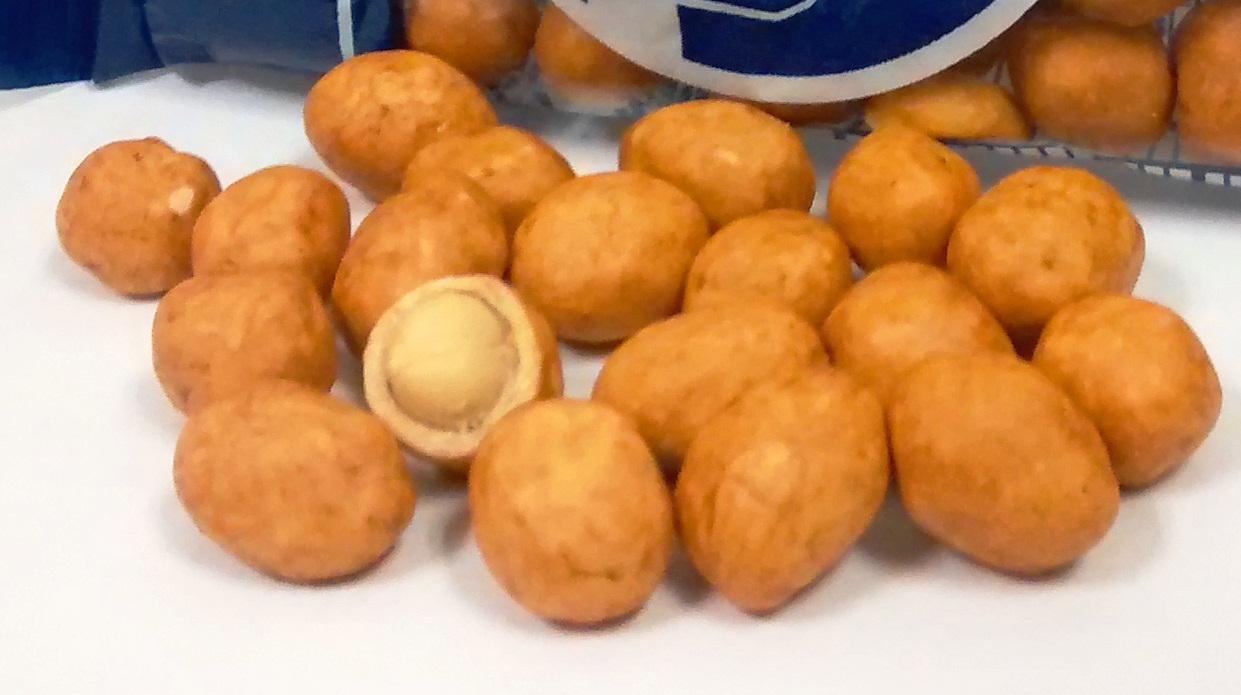
Chilinötter
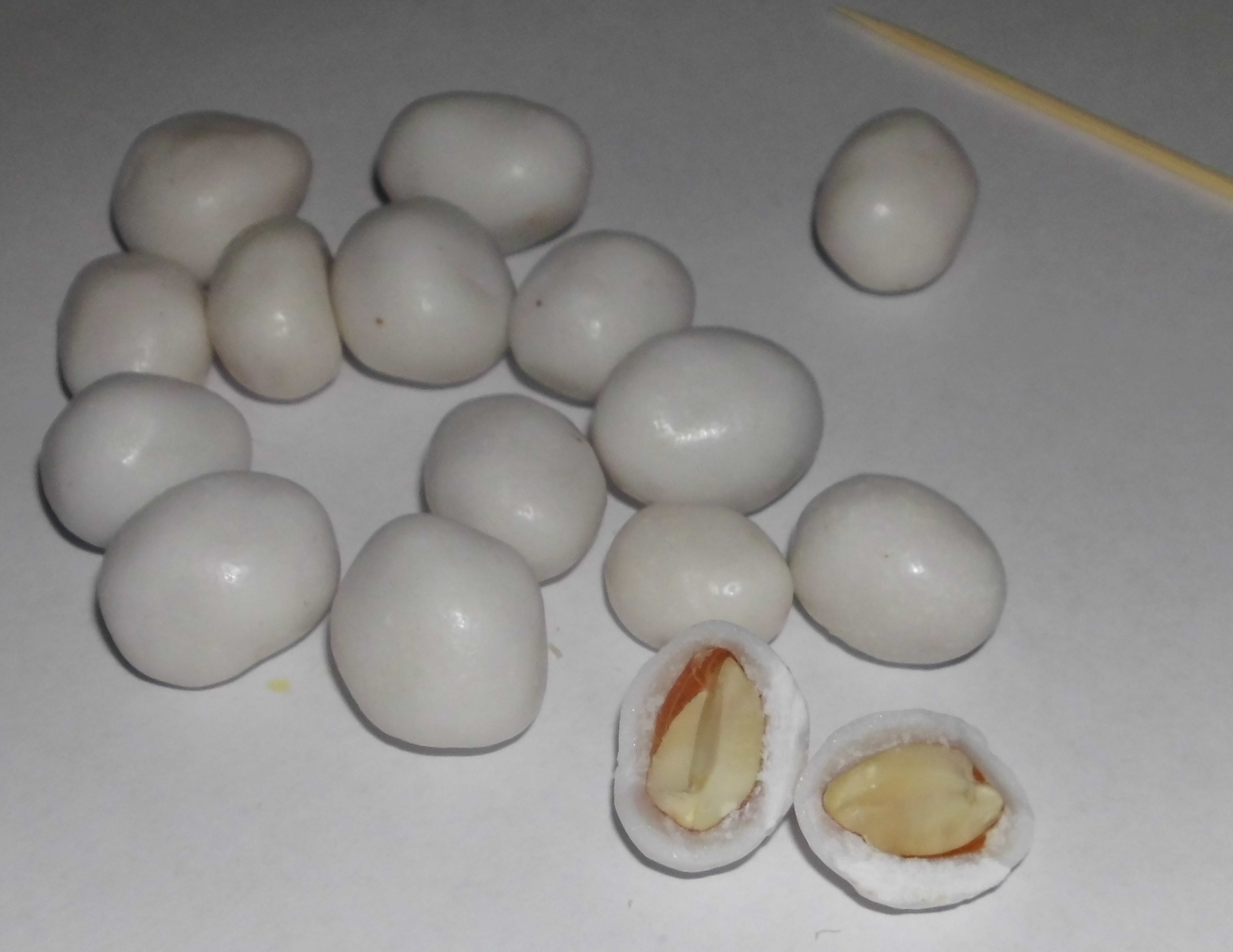
Dragerade jordnötter
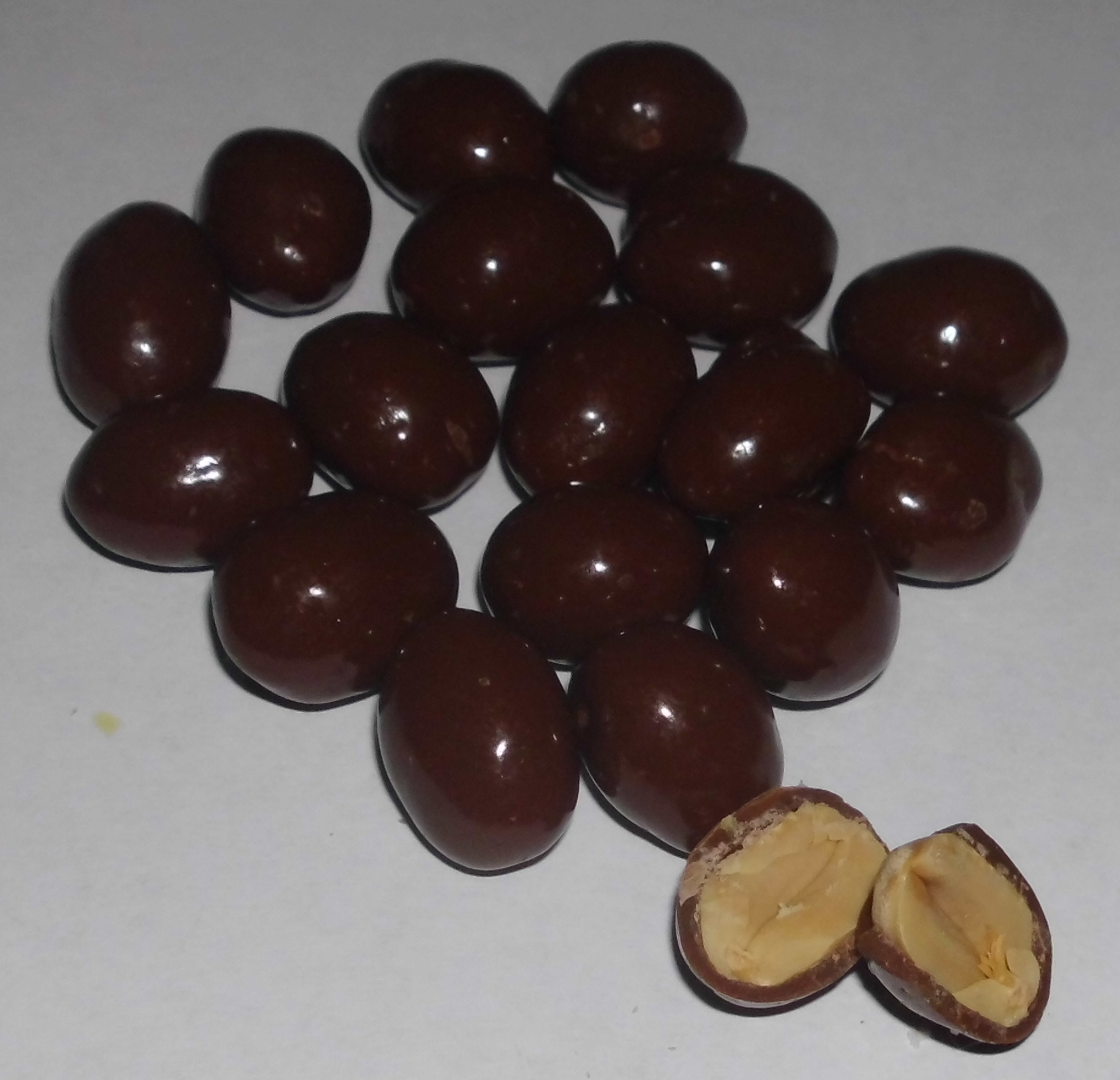
Chokladdragerade jordnötter